# Hermann Hiltbrunner
Hermann Hiltbrunner (* 24. November 1893 in Biel-Benken, Kanton Basel-Landschaft; † 11. Mai 1961 in Uerikon, heimatberechtigt in Wyssachen) war ein Schweizer Schriftsteller, der vorwiegend Lyrik sowie Natur- und Reiseschilderungen veröffentlichte.

## Leben und Werk
Hermann Hiltbrunner war das 11. Kind von Rudolf Hiltbrunner (1845–1910), einem pietistisch strengen Lehrer, der von 1883 bis 1910 in Biel und Benken unterrichtete.
Die erste Frau seines Vaters war die aus Hessen stammende Susanne, geborene Maisch (1845–1882). Zusammen hatten sie fünf Kinder. Nach ihrem Tod heiratete sein Vater die aus Zürich stammende Maria Louise, geborene Haller (1853–1893). Diese verstarb an der Geburt von Hermann, ihrem sechsten Kind. Zwei Jahre später heiratete der Vater die aus Stallikon stammende Ida, geborene Meier (* 1855). Hiltbrunner war mit Max Kleiber befreundet.

Da Hiltbrunner Bürger von Wyssachen war, trat er 1909 in das Lehrerseminar von Bern ein und schloss dieses 1913 mit dem Primarlehrerpatent ab. Als Primarlehrer unterrichtete Hiltbrunner in Bümpliz. Daneben studierte er während vier Semester an der Universität Bern Philosophie bei Paul Häberlin. 1918 wechselte Hiltbrunner an die Universität Zürich, wo er Germanistik belegte. Hiltbrunner holte sich 1917 das  Sekundarlehrerpatent und vollendete, in leidenschaftlicher Hingabe zu «Elisabeth», sein erstes Gedichtband, die zyklische Dichtung Das Fundament.

Hermann Hiltbrunner – Geistliche Lieder, Zürich, 1945

Als freier Schriftsteller verbrachte Hiltbrunner vier Sommer in  Deutschland. In Norwegen besuchte er 1922 Knut Hamsun, den er tief verehrte. Später übersetzte er Hamsuns Gedichte und den Roman Das letzte Kapitel. 1924 wurde sein Prosaband Nordland und Nordlicht veröffentlicht. Dem folgten Erzählungen, Landschaftsschilderungen und Naturbeobachtungen, Publikationen über Spitzbergen, Graubünden, Nordafrika, den Thunersee und Frankreich.
Ab 1926 betreute Hiltbrunner in den von Walter Muschg herausgegebenen Annalen die Rubrik Leser, schreib dem Autor. Darauf antwortete auch seine spätere Frau, die aus Wald stammende Bertha, geborene Schaufelberger (* 11. Juli 1901; † 11. Oktober 1988), die er am 19. November 1929 heiratete. Zusammen bezogen sie eine Dachwohnung an der Stüssistrasse in Zürich. Dort kam am 14. Dezember 1930 ihr gemeinsamer und einziger Sohn Martin auf die Welt. Dieser wurde Sekundarlehrer und starb  am 9. Juli 1968 im Garten seines Hauses in Gsteig bei Uerikon durch einen Blitzeinschlag.
1933 waren die Hiltbrunners nach Küsnacht gezogen und bauten 1935 aus dem Vermögen der Frau ein Haus oberhalb von Uerikon. Während des Zweiten Weltkriegs führte Hiltbrunner für ein Jahr die vierklassige Dorfschule von Uerikon. In dieser Zeit entstanden die Dichtungen Klage der Menschheit und Geistliche Lieder. 1964 begann Hiltbrunner mit Tagebuch-Aufzeichnungen, die er unter dem Titel Alles Gelingen ist Gnade publizierte. Sein Letztes Tagebuch enthält Aufzeichnungen aus der Zeit vom 22. Juli 1959 bis Ende 1960.
Hiltbrunner litt an einer schweren Lymphknoten-Erkrankung und kämpfte um die Vollendung seiner letzten Gedichtsammlung Und das Licht gewinnt. Sie erschien im Advent 1960. Am 4. April 1961 verfasste er ein einleitendes Wort zum Letzten Tagebuch. Hermann Hiltbrunner verstarb am Auffahrtstag, am 11. Mai 1961.
Von rund 3.000 verfassten Gedichten hat Hiltbrunner gut die Hälfte in 23 Gedichtbänden publiziert. Hiltbrunners Nachlass befindet sich im Schweizerischen Literaturarchiv in Bern. In Stäfa und Biel-Benken gibt es einen «Hermann-Hiltbrunner Weg».

Widmung mit Autogramm Hermann Hiltbrunners, 1945

## Auszeichnungen
- 1937 Conrad-Ferdinand-Meyer-Preis
- 1941 Literaturpreis der Stadt Zürich

## Werke (Auswahl)

### Prosawerke
- Nordland und Nordlicht. Träume und Erfüllungen aus meinen Wanderjahren. Rhein-Verlag, Basel 1924
- Ein schweizerischer Robinson auf Spitzbergen. Die Erlebnisse vier Schiffbrüchiger in der Polarnacht. Orell Füssli, Zürich 1926
- Spitzbergen-Sommer. Ein Buch der Entrückung und Ergriffenheit. Ein Buch der Natur. Orell Füssli, Zürich 1926
- Der Mensch und das Jahr. Zwölf Monatsbetrachtungen. Oprecht, Zürich 1939
- Antlitz der Heimat. Betrachtungen. Oprecht, Zürich 1943
- Trost der Natur. Bühl, Herrliberg 1943
- Das Hohelied der Berge. Artemis, Zürich 1944
- Alles Gelingen ist Gnade. Tagebücher (1946–1952). Artemis, Zürich 1958

### Gedichtbände
- Heiliger Rausch. Gedichte. Auswahl aus fünf lyrischen Werken der Jahre 1920 und 1921. Oprecht, Zürich 1939
- Geistliche Lieder. Gedichte. Auswahl aus den Jahren 1939 bis 1943. Scientia Verlag, Zürich 1945
- Und das Licht gewinnt. Eine Gedichtsammlung. Fretz & Wasmuth, Zürich 1960
- Schattenwürfe. Eine Gedichtsammlung. Fretz & Wasmuth, Zürich 1962

### Als Übersetzer
- Knut Hamsun: Das ewige Brausen. Ausgewählte Gedichte. Langen, München 1927
- Knut Hamsun: Das letzte Kapitel. Roman. Langen (= Gesammelte Werke 13), München 1928